# Gerhard Olschewski
Gerhard Olschewski (Gąski, 30 maggio 1942) è un attore tedesco.

## Biografia
Nato nella Prussia Orientale a Herzogskirchen, l'attuale città polacca di Gąski, compare in numerose produzioni televisive a partire dalla fine degli anni sessanta.
Il debutto sul grande schermo avviene nel 1976 in Verlorenes Leben di Ottokar Runze, che gli vale l'Orso d'argento al Festival di Berlino e il Deutscher Filmpreis come miglior attore protagonista.
Tra i ruoli televisivi per i quali è più conosciuto quelli di Alfred Hinnerksen nella serie Il medico di campagna e di Oskar Peters in La nostra amica Robbie.

## Filmografia
- Verlorenes Leben, regia di Ottokar Runze (1976)
- Eierdiebe, regia di Michael Fengler (1977)
- Halbe-Halbe, regia di Uwe Brandner (1977)
- Der Mörder, regia di Ottokar Runze (1979)
- Feine Gesellschaft - beschränkte Haftung, regia di Ottokar Runze (1982)
- Eisenhans, regia di Tankred Dorst (1983)
- Kanakerbraut, regia di Uwe Schrader (1983)
- Der Sprinter, regia di Christoph Böll (1984)
- Novembermond, regia di Alexandra von Grote (1985)
- Hei pao shi jian, regia di Jianxin Huang (1986)
- Der Polenweiher, regia di Nico Hofmann (1986)
- Essere donne (Felix), regia di Christel Buschmann, Helke Sander, Helma Sanders-Brahms e Margarethe von Trotta (1988)
- Schweinegeld, regia di Norbert Kückelmann (1989)
- Inas Geburtstag, regia di André Bergelt (2002) - Cortometraggio
- Die Katze von Altona, regia di Wolfgang Dinslage (2002) - Cortometraggio
- Schröders wunderbare Welt, regia di Michael Schorr (2006)
- Road to Latokya, regia di Max Kassun (2015) - Cortometraggio
- Tilda, regia di Katja Benrath (2016) - Cortometraggio

### Televisione
Film tv
- Das Nachtjackenviertel, regia di Heribert Wenk e Kurt Simon (1966)
- Jette Knoop ehr Horoskop, regia di Kurt Simon (1967)
- Über den Gehorsam. Szenen aus Deutschland, wo die Unterwerfung des eigenen Willens unter einen fremden als Tugend gilt, regia di Egon Monk (1968)
- Hamburg ahoi! - Shantys, Seemannslieder und Humor, regia di Klaus Christian Wiebelitz (1969)
- Die Räuber, regia di Egon Monk (1969)
- Ein Fest für Boris, regia di C. Rainer Ecke e Claus Peymann (1971)
- F.M.D. - Psychogramm eines Spielers, regia di Georg Tressler (1971)
- Die Dreigroschenoper, regia di Ewald Burike (1972)
- Die Jungfrau von Orleans, regia di Heribert Wenk e Wilfried Minks (1974)
- Die Rakete, regia di Dieter Wedel (1975)
- Der Menschenfeind, regia di Rudolf Noelte (1976)
- Feinde, regia di Frank Guthke (1976)
- Friedrich Schachmann wird verwaltet, regia di Eberhard Pieper (1978)
- Der Geist der Mirabelle. Geschichten von Bollerup, regia di Eberhard Pieper (1978)
- Ein Mann fürs Leben, regia di Erwin Keusch (1980)
- Der nächste, bitte, regia di Michael Günther (1981)
- Das Haus im Park, regia di Aribert Weis (1981)
- Die Beine des Elefanten, regia di Michael Günther (1983)
- Das Ende vom Anfang, regia di Christian Görlitz (1984)
- Re merlo (Král Drozdia Brada), regia di Miloslav Luther – film TV (1984)
- Die Friedenmacher, regia di Stanislav Barabas (1984)
- Der Ausflug, regia di Otto Schnelling (1984)
- Entführung, regia di Günter Gräwert (1985)
- Der Kampfschwimmer, regia di Alexander von Eschwege (1985)
- Mord im Spiel, regia di Hartmut Griesmayr (1985)
- Suche Familie - zahle bar, regia di Marcus Scholz (1985)
- Seine letzte Chance, regia di Alexander von Eschwege (1986)
- Eine Bonner Affäre, regia di Bernd Schadewald (1988)
- Kartoffeln mit Stippe, regia di Franz Josef Gottlieb (1990)
- Das größte Fest des Jahres - Weihnachten bei unseren Fernsehfamilien, regia di Celino Bleiweiß, Peter Deutsch, Klaus Gendries e Hans-Jürgen Tögel (1991)
- Im Sog der Angst, regia di Jan Růžička (1992)
- Schuld war nur der Bossa Nova, regia di Bernd Schadewald (1993)
- Haß im Kopf, regia di Uwe Frießner (1994)
- Das größte Fest des Jahres - Weihnachten bei unseren Fernsehfamilien, regia di Klaus Grabowsky, Peter Hill, Carl Lang e Werner Masten (1995)
- Tresko - Der Maulwurf, regia di Hartmut Griesmayr (1996)
- Die Oma ist tot, regia di Angelo Colagrossi (1997)
- Der Held an meiner Seite, regia di Peter Deutsch (2001)
- Sag einfach ja!, regia di Karen Müller (2002)

Serie tv
- Einmal im Leben - Geschichte eines Eigenheims (1972) - 2 episodi
- Das Kurheim (1972) - 1 episodio
- Squadra speciale K1 (1973) - 1 episodio
- Aus Liebe zum Sport (1974) - 1 episodio
- Im Auftrag von Madame (1974) - 1 episodio
- Ein Herz und eine Seele (1976) - 1 episodio
- Drei sind einer zuviel (1977) - 1 episodio
- Kläger und Beklagte (1978) - 1 episodio
- St. Pauli-Landungsbrücken (1979) - 1 episodio
- Spaß beiseite - Herbert kommt! (1979-1981) - 2 episodi
- Der Fuchs von Övelgönne (1981) - 1 episodio
- Kreisbrandmeister Felix Martin (1982) - 1 episodio
- Nesthäkchen (1983) - 2 episodi
- Tiere und Menschen (1984)
- Tatort (1984-1990) - 5 episodi
- Kein schöner Land (1985)
- Il commissario Köster (1985-1993) - 3 episodi
- Engels & Consorten (1986)
- Un caso per due (1986-1990) - 2 episodi
- Albert Schweitzer (1987) - 2 episodi
- Il medico di campagna (1987-2013)
- Dortmunder Roulette (1988)
- Kasse bitte! (1988)
- Liebling Kreuzberg (1988-1997) - 2 episodi
- Al di qua del paradiso (1989-1993)
- Faber l'investigatore (1990) - 1 episodio
- Vogel und Osiander (1992)
- Buongiorno professore! (1992)
- Ein Bayer auf Rügen (1993)
- Immer wieder Sonntag (1993-1996)
- Die Weltings vom Hauptbahnhof - Scheidung auf Kölsch (1994)
- Cornelius hilft (1994)

- La nave dei sogni (1994-2007) - 2 episodi
- Praxis Bülowbogen (1995) - 1 episodio
- Gezeiten der Liebe (1995)
- Amici per la pelle (1995) - 1 episodio
- Löwenzahn (1995) - 1 episodio
- Der König (1996) - 1 episodio
- Mona M. - Mit den Waffen einer Frau (1996) - 1 episodio
- Schwarz Rot Gold (1996) - 1 episodio
- Stefanie (1996-2003) - 3 episodi
- Attenti a quei tre (1997) - 1 episodio
- Rosamunde Pilcher (1997) - 1 episodio
- Mama ist unmöglich (1997) - 1 episodio
- Adelheid und ihre Mörder (1998) - 1 episodio
- Nikola (1998) - 1 episodio
- Il nostro amico Charly (1999) - 1 episodio
- Happy Birthday (1999) - 1 episodio
- Un caso per Schwarz (1999) - 1 episodio
- Klemperer - Ein Leben in Deutschland (1999) - 2 episodi
- Polizeiruf 110 (2000) - 1 episodio
- Alphateam - Die Lebensretter im OP (2000) - 1 episodio
- Drehkreuz Airport (2001) - 2 episodi
- Tierarzt Dr. Engel (2001) - 1 episodio
- La nostra amica Robbie (2001-2009)
- Wilder Kaiser (2002) - 1 episodio
- Im Visier der Zielfahnder (2002) - 1 episodio
- Der letzte Zeuge (2002) - 1 episodio
- Einsatz in Hamburg (2002) - 1 episodio
- Kunden und andere Katastrophen (2003)
- Grani di pepe (2003-2004) - 4 episodi
- 14º Distretto (2004-2011) - 2 episodi
- Inga Lindström (2012) - 1 episodio

## Riconoscimenti
- Festival internazionale del cinema di Berlino
  - 1976 – Orso d'argento per il miglior attore per Verlorenes Leben

- Deutscher Filmpreis
  - 1976 – Miglior attore protagonista per Verlorenes Leben
  - 1983 – Miglior attore protagonista per Eisenhans

- Festival Internacional de Cine Fantàstico y de Terror
  - 1979 – Miglior attore per Der Mörder

## Doppiatori italiani
- Giancarlo Padoan in Il medico di campagna
- Bruno Alessandro in La nostra amica Robbie